# Rachel Smith
Rachel Smith, tên đầy đủ là Rachel Renee Smith (sinh ngày 18 tháng 4 năm 1985 ở Panama) là một nữ hoàng sắc đẹp của nước Mỹ. Cô từng là một thí sinh lọt vào Top 10 của cuộc thi Hoa hậu Tuổi Teen Mỹ 2002. Năm 2007, cô đại diện cho tiểu bang Tennessee đăng quang Miss USA 2007 và đại diện cho nước Mỹ tham dự cuộc thi Hoa hậu Hoàn vũ 2007 tổ chức tại México. Tại cuộc thi này, Rachel Smith đã bị khán giả México la ó thậm tệ nhưng vẫn giành ngôi Á hậu 4. Cô đã trao vương miện cho Miss USA 2008 đến từ bang Texas, Crystle Stewart.

## Tiểu sử
Rachel Smith sinh ra tại một trại quân đội Mỹ ở Panama. Cô đến sống tại Clarksville, tiểu bang Tennessee sau khi bố mẹ cô đến đóng quân tại Fort Campbell. Cô theo học tại Clarksville Academy và tốt nghiệp trung học tại Davidson Academy.
Cô tốt nghiệp trường Đại học Belmont ở Nashville, tiểu bang Tennessee với tấm bằng cử nhân ngành báo chí. Cô tốt nghiệp khóa học sớm vào tháng 12 năm 2006. Cô nhận được học bổng toàn phần để học tại Đại học Belmont do những hoạt động xã hội tích cực cũng như thành tích học tập tốt của cô trong những năm học trung học. Khi học tại Belmont, cô đi thực tập tại Chicago, Illinois trong 8 tháng với Harpo Productions, một công ty của Oprah Winfrey. Tháng 1 năm 2007, cô được Oprah Winfrey chọn để tham gia trong 1 tháng chương trình Leadership Academy for Girls.

## Các cuộc thi sắc đẹp

### Miss Tennessee Teen USA
Danh hiệu sắc đẹp đầu tiên của Rachel Smith là Hoa hậu Tuổi Teen Tennessee Mỹ (Miss Tennessee Teen USA) năm 2002. Sau đó, cô đại diện cho bang mình tham dự cuộc thi Miss Teen USA 2002. Trong cuộc thi này, cô lọt vào top 10 (xếp thứ 10 phần thi áo tắm, thứ 7 phần thi trang phục dạ hội, tổng kết xếp thứ 9). Cô cũng đoạt giải thưởng Hoa hậu Ảnh.

### Miss Tennessee USA
Vào tháng 7 năm 2006, Rachel Smith trở thành Miss Teen Tennessee thứ 4 đăng quang danh hiệu Miss Tennessee USA. Với danh hiệu này, cô sẽ tham dự cuộc thi Miss USA được tổ chức vào năm 2007.

### Miss USA 2007
Ngày 23 tháng 3 năm 2007, Rachel Smith đại diện cho bang Tennessee tham dự đêm chung kết cuộc thi Miss USA được tổ chức tại Nhà hát Kodak, thành phố Los Angeles, California. Cô đã trở thành hoa hậu thứ hai của tiểu bang Tennessee đoạt danh hiệu Miss USA. Rachel chiến thắng vòng thi áo tắm và trang phục dạ hội với điểm số cao nhất trong tất cả các thí sinh.

### Hoa hậu Hoàn vũ 2007
Với danh hiệu Miss USA, Rachel Smith sẽ đại diện cho nước Mỹ tham dự cuộc thi Hoa hậu Hoàn vũ 2007 tổ chức tại Nhà hát Thính phòng Quốc gia tại Thành phố Mexico, México.
Trong đêm chung kết cuộc thi Hoa hậu Hoàn vũ, Rachel Smith xếp thứ 6 trong phần thi áo tắm và tiếp tục lọt vào Top 10. Trong phần thi trang phục dạ hội, một sự cố nhỏ xảy ra khi cô bị ngã trên sân khấu. Nhưng sau đó cô đã đứng dậy và tự tin thực hiện nốt phần thi của mình. Cô tiếp tục lọt vào Top 5 vòng thi ứng xử. Kết quả chung cuộc, Rachel Smith đoạt danh hiệu Á hậu 4 tại cuộc thi, ngang với người tiềm nhiệm Tara Conner tại Hoa hậu Hoàn vũ 2006.
Trong suốt thời gian cuộc thi Hoa hậu Hoàn vũ diễn ra tại México, Rachel Smith đã bị người dân México phản đối rất gay gắt vì những bất hòa lịch sử giữa Hoa Kỳ và México. Sự việc lên đến cao trào khi Rachel bị ngã ở phần thi trang phục dạ hội và cả phần thi ứng xử. Điều này phần nào khiến Rachel Smith bối rối và không đạt được kết quả cao như mong muốn. Sự việc này khiến mọi người liên tưởng tới vụ Kenya Moore, Miss USA 1993 cũng bị la ó khi tham dự Hoa hậu Hoàn vũ ở Mexico. Một tháng sau đó, Sở Du lịch Mexico đã phải gửi thư chính thức xin lỗi Rachel.

## Những hoạt động của Miss USA

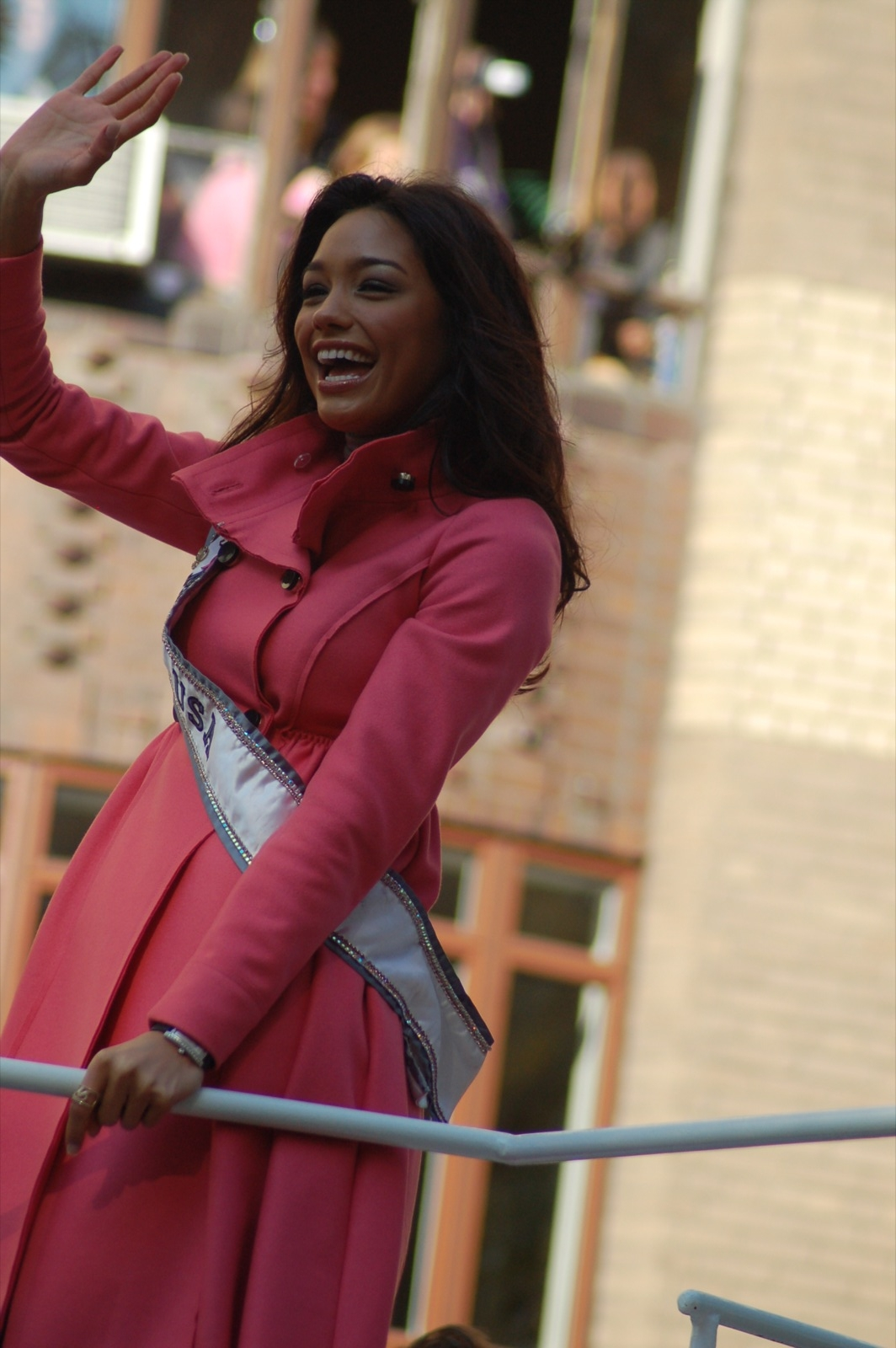
Rachel Smith tại lễ diễu hành Macy

Ngay sau khi đăng quang Miss USA, Rachel Smith đã tham gia phóng vấn trên rất nhiều các chương trình truyền hình khác nhau như The Today Show, Late Show with David Letterman, The Oprah Winfrey Show. Cô cũng là một diễn viên của chương trình truyền hình thực tế Pageant Place với sự tham dự của các hoa hậu thuộc Tổ chức Hoa hậu Hoàn vũ.
Với tư cách Miss USA, Rachel Smith từng hai lần rung chuông Sàn Giao dịch Chứng khoán Mỹ. Vào đầu tháng 6, cô đến Kenya để tham dự dự án từ thiện Sunshine. Cô cũng gặp tổng thống George Bush tại Nhà Trắng nhân dịp tháng âm nhạc của người da đen.
Vào tháng 11 năm 2007, Rachel Smith tham dự buổi lễ diều hành Macy nhân dịp Lễ Tạ ơn. Đến tháng 12, cô sang Kuwait, Iraq, Tây Ban Nha. Bên cạnh đó, Rachel còn được mời làm người mẫu chụp ảnh trang bìa trên nhiều tạp chí. Ngày 11 tháng 4 năm 2008, cô nhường vương miện cho Crystle Stewart, một cô gái đền từ Texas và đánh dấu sự kiện lần đầu tiên trong lịch sử có hai hoa hậu người Mỹ gốc Phi liên tiếp đăng quang.